# Joaquim Arcoverde de Albuquerque Cavalcanti

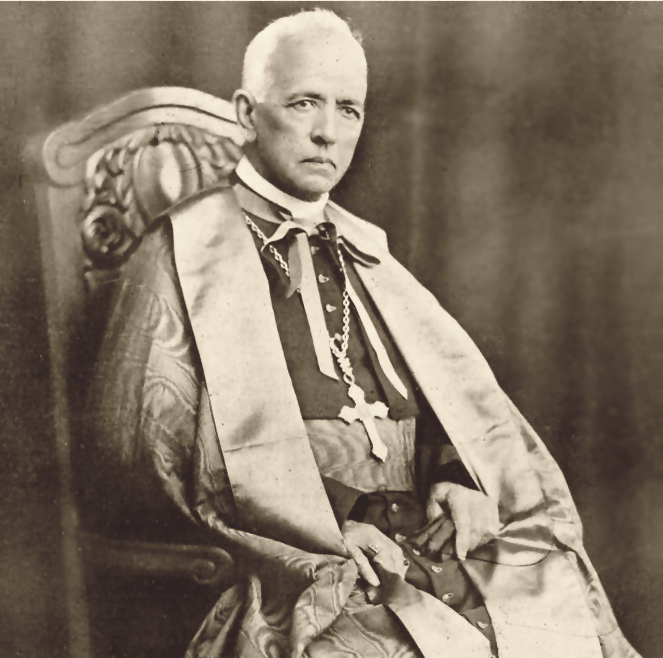
Joaquim Kardinal Arcoverde

Joaquim Kardinal Arcoverde de Albuquerque Cavalcanti (* 17. Januar 1850 in Cimbres, Brasilien; † 18. April 1930 in Rio de Janeiro) war Erzbischof von São Sebastião do Rio de Janeiro. Er war erster Kardinal Brasiliens und Lateinamerikas.

## Leben
Joaquim Arcoverde de Albuquerque Cavalcanti studierte in Rom und Paris Naturwissenschaften, Katholische Theologie und Philosophie. Er promovierte sowohl in Philosophie als auch in Katholischer Theologie und empfing am 4. April 1874 das Sakrament der Priesterweihe. Nach weiterführenden Studien in Paris leitete er von 1876 bis 1878 das Seminar von Olinda. Anschließend war er mehrere Jahre Gemeindeseelsorger und Lehrer.

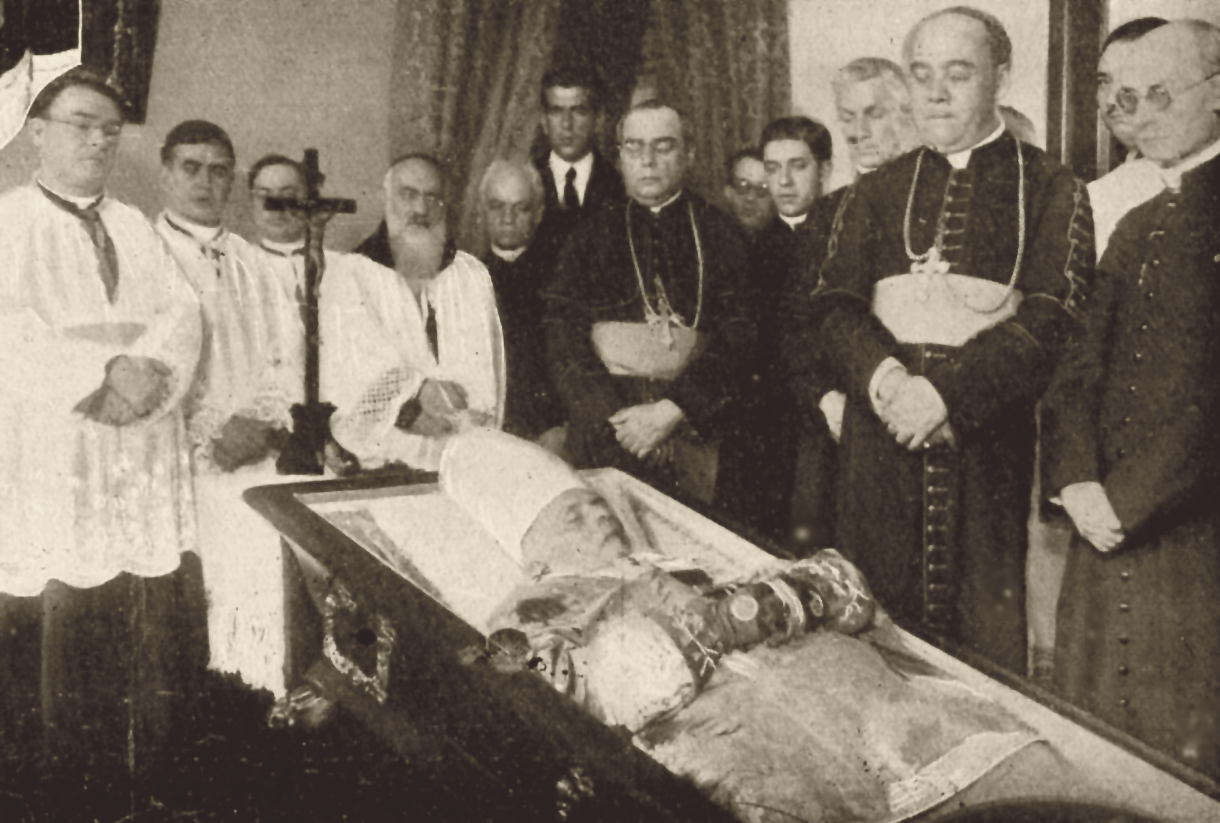
Der aufgebahrte Kardinal mit Priestern seines Sprengels (April 1930)

Kardinalswappen (seit 1905)

1888 wurde er zum Koadjutorbischof von São Salvador da Bahia ernannt, lehnte dies aber ab, so dass die Ernennung zurückgezogen wurde. Am 26. Juni 1890 ernannte ihn Papst Leo XIII. zum Bischof von Goiás. Die Bischofsweihe spendete ihm Kardinalstaatssekretär Mariano Rampolla del Tindaro am 26. Oktober 1890; Mitkonsekratoren waren der Erzbischof von São Salvador da Bahia, Antônio de Macedo Costa, und Kurienkardinal Domenico Ferrata.
Nachdem er am 27. Oktober 1891 auf das Bistum Goiás verzichtet hatte, wurde er am 26. August 1892 zum Titularbischof von Argos und Koadjutorbischof von São Paulo ernannt. Am 19. August 1894 folgte er dem verstorbenen Lino Deodato Rodrigues de Carvalho als Bischof von São Paulo nach. Die Amtseinführung fand am 30. September desselben Jahres statt.
Am 31. August 1897 ernannte ihn Papst Leo XIII. zum Erzbischof von São Sebastião do Rio de Janeiro.
Papst Pius X. nahm Joaquim Arcoverde de Albuquerque Cavalcanti am 11. Dezember 1905 als Kardinalpriester mit der Titelkirche Santi Bonifacio ed Alessio in das Kardinalskollegium auf. Er war damit erster Kardinal Brasiliens und Lateinamerikas. Wegen gesundheitlicher Probleme war er von 1921 an mehr und mehr von der Unterstützung seines Koadjutors Sebastião Leme da Silveira Cintra abhängig, der nach seinem Tod sein Nachfolger werden sollte.
Er starb am 18. April 1930 in Rio de Janeiro und wurde in der dortigen Metropolitanbasilika beigesetzt.